# Рорето (Кунео)
Рорето (итал. Roreto) је насеље у Италији у округу Кунео, региону Пијемонт.
Према процени из 2011. у насељу је живело 2048 становника. Насеље се налази на надморској висини од 288 м.